# Scratch Jr
ScratchJr es un lenguaje de programación visual diseñado para introducir habilidades de codificación a niños de 5 a 7 años de edad. Al crear proyectos en ScratchJr, los niños pueden aprender a pensar de forma creativamente y razonar de sistemática, a pesar de no se capaces de leer bien aún. Está disponible como aplicación libre para iOS, Android y Chromebook.
ScratchJr es un derivado del  lenguaje Scratch, el cual ha sido utilizado por más de 10 millones de personas en todo el mundo. La codificación en Scratch requiere habilidades de lectura básica, aun así, los creadores vieron una necesidad de otra lengua la cual proporcionaría una manera simplificada de aprender a codificar a una edad más joven y sin requerir ninguna lectura.

## Historia
ScratchJr fue desarrollado por el MIT Laboratorio de Medios de comunicación, que también desarrollaron Scratch, en cooperación con Tufts Universidad y la compañía Playful de Invención. Este fue concedido  $1.3 millones de la Fundación de Ciencia Nacional y fondos adicionales conseguidos en la plataforma Kickstarter.
La versión inicial se puso en marcha en julio de 2014 para iPad; una versión de Android fue lanzado en marzo de 2015 y una aplicación Chromebook seguido en el año 2016.
También hay una versión llamada PBS Kids ScratchJr, que fue lanzado en asociación con PBS Kids en 2015. Esta versión cuenta con sprites y fondos extraídos de la serie animada más populares para los niños populares, tales como "Nature Cat" y "Wild Kratts". 

## Interfaz de usuario
Los niños crean código en objetos llamados sprites - que puede ser personajes o cosas. ScratchJr viene con una biblioteca de sprites, estos sprites puede ser editado o creado uno nuevo usando el "Paint Editor".
El código se crea arrastrando bloques en una zona de codificación para luego ajustándolos juntos. Todos los bloques están completamente basados en icono (sin texto), que es cómo los niños pueden utilizar este idioma antes de saber leer. Los bloques están conectados de izquierda a derecha, como las palabras.
La interfaz de usuario es mucho más simple. Tanto el número de categorías de bloques de programación como el número de bloques dentro de cada categoría han sido reducidos, de manera que solo los más básicos se conservaron.
| Categoría  | Notas                                                                      |
| ---------- | -------------------------------------------------------------------------- |
| Activación | Inicia la secuencia de comandos y envía mensajes a otros scripts           |
| Movimiento | Mueve sprites y cambia ángulos                                             |
| Apariencia | Controla visibilidad, trajes, y salida de la burbuja                       |
| Sonido     | Reproduce un sonido "pop" o un sonido grabado                              |
| Control    | Repite una parte del script un número determinado de veces                 |
| Final      | Finales, repeticiones infinitas y va a la página especificada del proyecto |

Además de los sprites, los niños pueden agregar fondos a proyectos, para darles un entorno y la atmósfera. Cada fondo es tratado como una página de un libro, y tiene su propio conjunto de sprites. Un proyecto puede tener un máximo de 4 fondos.

## Uso en encuadres escolares
Se ha utilizado en las aulas de jardín de infantiles Eliot-Pearson Childrens's School en la escuela Medford, en la Tufts Universidad, y en la Escuela Jewish Community Day School en Watertown, Boston.